# Robert Engels (diplomaat)
 Robert J.H. Engels is een Nederlands diplomaat. Tijdens de Balkanoorlog was Engels als diplomaat actief in de Balkan.

## Ambassadeur in Tunesië
Markante activiteiten:
- Op 28 mei 2004 ondertekende Engels, namens het Koninkrijk der Nederlanden het verdrag met de Republiek Tunesië inzake het vervoer over de weg van personen en goederen en transitovervoer (TIR).

## Ambassadeur in Finland
Van 2004 tot 2008 was Engels ambassadeur in Finland
Markante activiteiten:
- In 2008 onthulde Robert Engels in Turku het bronzen beeld ‘Europe’ van de Nederlandse beeldhouwer Jits Bakker.

## Ambassadeur in Ierland
Vanaf 2008 is hij ambassadeur in Ierland.
Markante activiteiten:
- De Nederlandse ambassade verleent vanaf 2008 steun aan Trinity College in Dublin, voor het ontsluiten en bij een breder publiek voor het voetlicht brengen van de "Fagel Collection". Deze privébibliotheek van de Nederlander Hendrik Fagel (1765-1838), griffier van de Staten-Generaal en later Nederlands ambassadeur in Londen, bevatte werken die gedurende twee eeuwen binnen zijn familie waren verzameld.
- Robert Engels verwierf bekendheid in Dublin doordat hij niet per limousine maar met een 'Hollandse' fiets van zijn woning naar de ambassade rijdt.